# NGC 5519
NGC 5519 (również NGC 5570, PGC 50865 lub UGC 9111) – galaktyka spiralna (Sa), znajdująca się w gwiazdozbiorze Wolarza.
Prawdopodobnie odkrył ją William Herschel 23 stycznia 1784 roku, niezależnie odkrył ją Heinrich Louis d’Arrest 26 kwietnia 1865 roku. John Dreyer w swoim New General Catalogue skatalogował obserwację Herschela jako NGC 5570, a d’Arresta jako NGC 5519. Herschel podał jednak błędną pozycję i nie jest pewne, czy rzeczywiście obserwował tę galaktykę. W bazie SIMBAD jako NGC 5570 skatalogowano galaktykę PGC 51185.